# Unterscharführer
Unterscharführer (hrvatski: podvođa skupine) naziv je za čin Schutzstaffela rabljen između 1934. i 1945. Činom SS-a postao je nakon Noći dugih noževa. Taj događaj prisilio je SS na reorganizaciju zbog odvajanja od Sturmabteilunga (SA).
Oznaka je bila pravokutna točka u sredini crnoga polja na kolarnoj oznaci čina. Boja, siva uniforma, čin je prikazivala na oznakama činova na ramenima s jednom točkom i obilježjem Unteroffiziera. Čin Unterscharführera odgovara činu narednika u skoro svim ostalim, današnjim vojskama.

## Stvaranje
Čin Unterscharführer stvoren je od čina SA-a - Scharführera. Nakon 1934. SS-Unterscharführer i SA-Scharführer smatrani su činovima na istoj razini; čin SS-Unterscharführera bio je niži od čina SS-Scharführera i viši od čina SS-Rottenführera.
Unterscharführer bio je prvi dočasnički čin u SS-u, a bio je jednak činu Unteroffiziera u njemačkom Wehrmachtu. Unterscharführer je bio najčešće rabljeni dočasnički čin u svim SS-ovskim organizacijama. Njihova rad služio je isključivo SS-u.

## Uborabe

### Allgemeine SS
U Allgemeine SS-u, nositelj čina Unterscharführera, zapovjedao je jedinicom od sedam do petnaest vojnika. Čin je korišten kao dočasnički u SS-ovskim organizacijama, uključujući Gestapo, Sicherheitsdienst i Einsatzgruppen.

### SS Totenkopfverbände
U službi u koncentracijskom logoru, nositelji čina Unterscharführer, uglavnom su imali zadaće Blockführera, koji je nadgledao situaciju u logoru i zatvoreničkim prostorijama, te izvršavao manje važne naredbe.

### Waffen SS
U Waffen SS Unterscharführer bio je zapovjednik manje jedinice, koja je bila sastavni dio satnije ili voda. Nositelji čina Unterscharführer bili su potencijalni kandidati za časnike, a kada bi polagali za promaknuće u časnika, nosili su čin Junker.  

## Promaknuće
Zahtjevi za promaknuće bili su veći kod Unterscharführera na bojištu, nego Unterscharführera u Allgemeine SS-u. U SS-u, kandidati za časnika morali su proći ispit da bi bili promaknuti. Tijekom tog vremena, kandidat bi nosio naziv Unterführer-Anwärter (hrvatski: niži časnik kandidat) sve dok ne bi prošao testove i ispite, kada bi postao časnik.

## Pojave u medijima
U filmu Schindlerova lista, lik Unterscharführera Alberta Hujara, (zapravo člana SSTV-a Blockführera koji zapovjeda skupinom radnika), pogubljuje ženu izvršavajući naređenje Hauptsturmführera Amona Götha, koji zahtjeva: “Unterscharführeru... ubij je!”. Ta scena odvijala se u nekoliko filmova gdje se spominje naziv čina; Schindlerova lista je unikatan film o Holokaustu koji radije rabi njemačke nazive činova od engleskih.